# Alice Hedegaard
Alice Hedegaard (født 19. marts 1921, død 30. maj 2007) var en dansk defektrice, bogholder og politiker. Hun var medlem af Folketinget for Danmarks Retsforbund 1977-1979.
Hedegaard var datter af prokurist Arnold Forsbäck og hustru Gerda W. N. Schmidt. Hun tog realeksamen fra Komtesse Moltkes Skole i København i  1939 og arbejdede som apoteksdefektrice fra 1939 til 1950. Fra 1953 var hun bogholder.
Hedegaard blev kandidat til Folketinget for Danmarks Retsforbund i Helsingørkredsen i 1975. Hun blev valgt i Frederiksborg Amtskreds ved valget i 1977 og sad i Folketinget fra 15. februar 1977 til 23. oktober 1979. Hun var tillige medlem af Frederiksborg Amtsråd fra 1972.